# Bobby Abreu

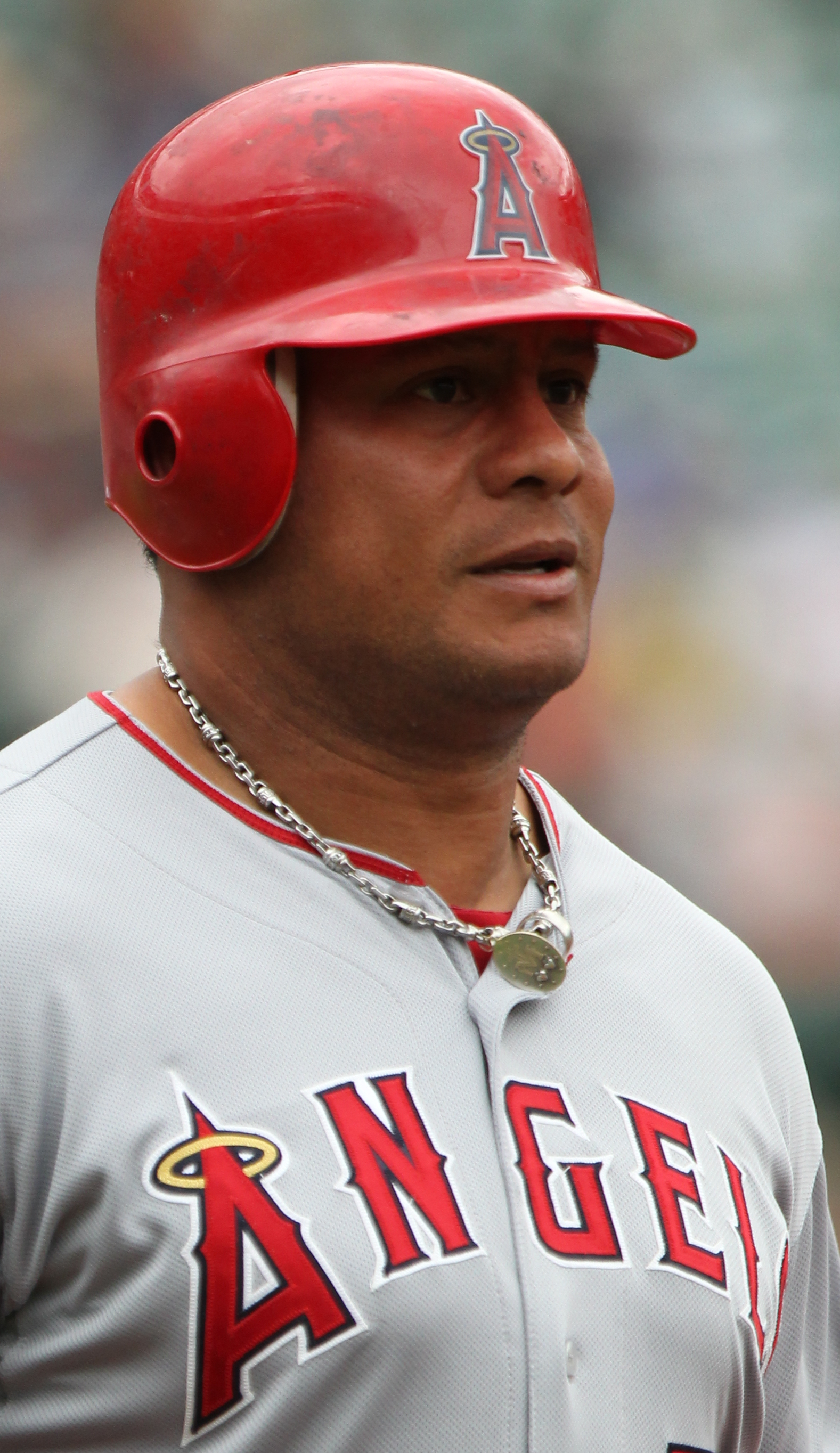
Bobby Abreu i Los Angeles Angels of Anaheims dräkt 2011.

Bob Kelly "Bobby" Abreu, född den 11 mars 1974 i Turmero, är en venezuelansk före detta professionell basebollspelare som spelade som rightfielder för Houston Astros, Philadelphia Phillies, New York Yankees, Los Angeles Angels of Anaheim, Los Angeles Dodgers och New York Mets i Major League Baseball (MLB) mellan 1996 och 2014.
Han vann en Gold Glove Award och en Silver Slugger Award.